# Prionops retzii
Prionops retzii là một loài chim trong họ Prionopidae.